# Tweede Kamerverkiezingen 1868
De Tweede Kamerverkiezingen 1868 waren algemene Nederlandse verkiezingen voor de Tweede Kamer der Staten-Generaal. Zij vonden plaats op 22 januari 1868.
Nederland was verdeeld in 39 kiesdistricten, waarin 75 leden van de Tweede Kamer gekozen werden. Een kiezer bracht evenveel stemmen uit als er afgevaardigden in zijn kiesdistrict gekozen werden. Om gekozen te worden moest een kandidaat minimaal de districtskiesdrempel behalen.
De verkiezingen werden gehouden voor alle 75 zetels als gevolg van de ontbinding op 3 januari 1868 van de Tweede Kamer nadat het kabinet-Van Zuylen van Nijevelt zijn ontslag had aangeboden vanwege de verwerping van de begroting voor Buitenlandse Zaken.
In acht kiesdistricten was een tweede verkiezingsronde benodigd tussen de twee hoogstgeplaatste (niet-direct gekozen) kandidaten uit de eerste ronde vanwege het niet-behalen van de districtskiesdrempel. Deze tweede ronde vond plaats op 4 februari 1868.

## Uitslag

### Opkomst
|                  | 1866 (okt) | 1866 (okt) | 1868    | 1868  |
| # stemmen        | %          | # stemmen  | %       |       |
| ---------------- | ---------- | ---------- | ------- | ----- |
| Kiesgerechtigden | 97.297     |            | 100.110 |       |
| Niet opgekomen   | 25.389     | 26,09      | 34.578  | 34,54 |
| Opkomst          | 71.908     | 73,91      | 65.532  | 65,46 |

### Verkiezingsuitslag naar groepering
| Groepering                | Zetels     | Zetels | Zetels |
| Groepering                | 1866 (okt) | 1868   | +/−    |
| ------------------------- | ---------- | ------ | ------ |
| liberalen                 | 21/22      | 20     | −2     |
| conservatieven            | 20/19      | 19     | 0      |
| thorbeckianen             | 17         | 19     | +2     |
| conservatief-katholieken  | 5          | 6/8    | +3     |
| antirevolutionairen       | 4          | 3      | −1     |
| conservatief-protestanten | 4          | 3      | −1     |
| conservatief-liberalen    | 3          | 4/3    | 0      |
| gematigde liberalen       | 1          | 1/0    | −1     |
| totaal                    | 75         | 75     | 0      |

### Gekozen leden
Bij deze verkiezingen werden 58 leden herkozen. De stemmingen voor de overige zeventien vacatures hadden de volgende resultaten:
- in het kiesdistrict Alkmaar versloeg Jacob de Bruijn Kops (51,3%, liberalen) het aftredende lid Eduard s'Jacob (45,1%, conservatieven);

- in het kiesdistrict Almelo versloeg Jacob Kalff (58,1%, conservatieven) het aftredende lid Petrus van Limburg Brouwer (41,7%, liberalen);

- in het kiesdistrict Arnhem versloegen Willem Dullert (50,8%, thorbeckianen) en Ludolph Sloet van de Beele (50,8%, liberalen) het aftredende lid Theo van Lynden van Sandenburg (49,2%, conservatief-protestanten). Het tweede aftredende lid, Levinus Keuchenius (antirevolutionairen), had aangegeven niet herkiesbaar te zijn;

- in het kiesdistrict Delft werden Johannes van Kuijk (conservatieven) en Johannes Nierstrasz (conservatieven) gekozen in de vacatures ontstaan door het aftreden van Cornelis Hoekwater (conservatieven) en Willem Wintgens (conservatieven), die hadden aangegeven niet herkiesbaar te zijn;

- in het kiesdistrict Dordrecht versloegen Pieter Blussé van Oud-Alblas (53,2%, thorbeckianen) en Pieter van Bosse (52,3%, liberalen) het aftredende lid Marinus Bichon van IJsselmonde (37,7%, antirevolutionairen). Het tweede aftredende lid, Gerrit de Raadt (liberalen), had aangegeven niet herkiesbaar te zijn;

- in het kiesdistrict Eindhoven versloeg Petrus Smitz (53,4%, conservatief-katholieken) het aftredende lid Petrus van den Heuvel (49,9%, liberalen);

- in het kiesdistrict Groningen was in eerste instantie het aftredende lid Willem Dullert (thorbeckianen) herkozen. Hij was echter tevens gekozen in het kiesdistrict Arnhem[10], waaraan hij de voorkeur gaf. Om in de ontstane vacature te voorzien werd in Groningen een naverkiezing gehouden, waarbij Johan Geertsema (liberalen) gekozen werd;

- in het kiesdistrict Haarlem  was in eerste instantie Jeronimo de Bosch Kemper gekozen, die het aftredende lid Johan Geertsema (liberalen) versloeg. De Bosch Kemper was echter tevens gekozen in het kiesdistrict Hoorn[10], waaraan hij de voorkeur gaf. Om in de ontstane vacature te voorzien werd in Haarlem een naverkiezing gehouden, waarbij Daniël Koorders (conservatieven) gekozen werd;

- in het kiesdistrict 's-Hertogenbosch werd Johannes van der Does de Willebois (conservatief-katholieken) gekozen in de vacature ontstaan door het aftreden van Aloysius Luyben (conservatief-katholieken) die had aangegeven niet herkiesbaar te zijn vanwege zijn benoeming als bewindspersoon in het kabinet-Van Zuylen van Nijevelt;

- in het kiesdistrict Hoorn versloeg Jeronimo de Bosch Kemper (64,0%, conservatief-liberalen) het aftredende lid Haye Mensonides (33,7%, liberalen);

- in het kiesdistrict Roermond versloeg Karel Cornelis (52,6%, thorbeckianen) het aftredende lid Pieter de Lom de Berg (41,6%, conservatief-katholieken);

- in het kiesdistrict Tilburg versloeg Ferdinand Borret (62,2%, conservatief-katholieken) het aftredende lid Carolus Beens (36,2%, thorbeckianen);

- in het kiesdistrict Zutphen versloeg Lambertus Lenting (52,4%, thorbeckianen) het aftredende lid Hendrik van Rappard (47,1%, conservatieven);

- in het kiesdistrict Zwolle versloeg Jan Gefken (52,1%, antirevolutionairen) het aftredende lid Thomas Stieltjes (45,9%, liberalen);

De zittingsperiode van de Tweede Kamer ging in op 25 februari 1868. De zittingstermijn van Tweede Kamerleden bedroeg vier jaar.

## Formatie
Na een nieuw conflict met de Tweede Kamer trad het kabinet-Van Zuylen van Nijevelt af. Op 4 juni 1868 trad het kabinet-Van Bosse-Fock aan.